# 關廟山西宮
22°57′42″N 120°19′34″E / 22.9616594°N 120.3260302°E
關廟山西宮，位於台南市關廟區山西里，是一座主祀關聖帝君的民間信仰廟宇。該廟屬於「地方公廟」，是關廟區居民共同的信仰中心。雖然周邊每個村莊都有自己的村廟，山西宮的規模較大，擁有較高的宗教與文化地位，可以說是關廟區居民共同的信仰中心。
山西宮與歸仁仁壽宮及歸仁保西代天府並列為臺灣府城東門城外三大廟，在當地的宗教活動中扮演著重要角色，並吸引大量信徒前來朝聖。

## 歷史

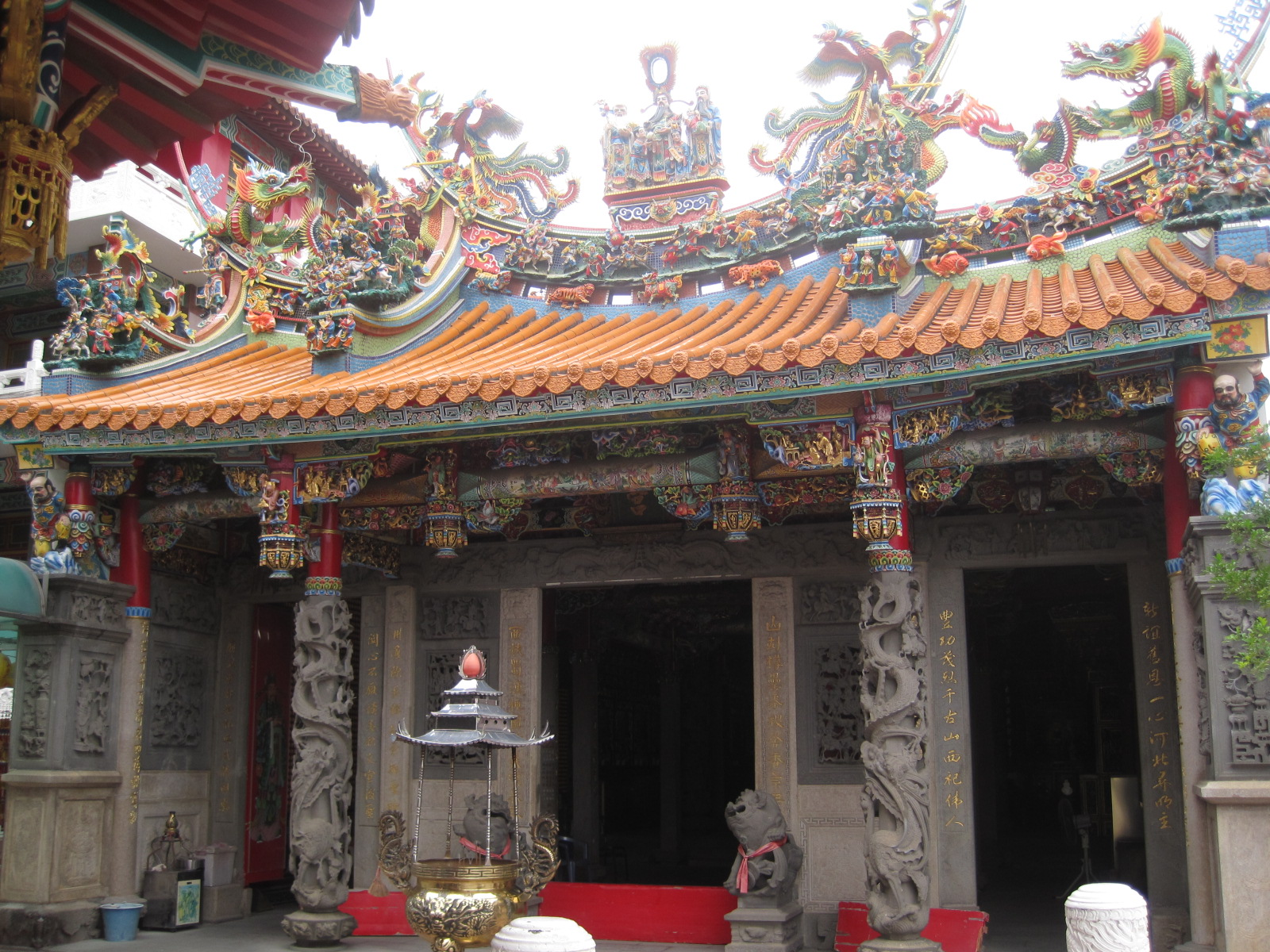
山西宮太歲殿，原是日治時期所建之舊廟

關廟山西宮安奉武聖關夫子，至今香火綿延三百餘年。遠自明鄭時代，漢人自台江內海（今安平區），溯行新港溪（今鹽水溪），及其上游許寬溪（今許縣溪）進入新豐里，墾荒聚落稱香洋仔（明鄭氏臺灣軍備圖上記載之小香洋民社）。
居民景仰關夫子聖德及為求民安雨順，即建土屋葺茅堂宇。並築弼衣潭（今之大潭）蓄水灌田，距今已有三百餘年。因早有水利得以春褥，很早就發展出聚落，稱為關帝廟街。
根據廟中碑文和廟誌的記載，山西宮由興建，並歷經了多次重建，才有了現在的樣貌，而其興建及重修建的歷史沿革如下：
- 明鄭時興建。
- 清康熙五十七年戊戌（1718年）重建堂宇，依日人寺廟建築。
- 清乾隆二十七年壬午（1762年）由知府蔣允焄創建正式廟宇，總工程費銀元二仟元，越三年竣工。
- 清道光二十六年丙午（1846年）由總董芳玉瑤、郭振評、張鴻元等發起籌募銀元二仟五百元重建，起因是道光二十四年（1844年）之郭光侯事件，前後兩殿焚毀殆盡，只剩中殿巍然獨在，因此重建。歷時兩年完工。
- 清咸豐三年癸丑（1853年）5月1日大地震，除中殿外，其他受災倒圯，乃至咸豐五年乙卯（1855年）由總董葉合成、吳德昌等聚金三千元重修，至咸豐七年（1857年）完成。
- 清同治元年（1862年）夏季，又因大地震堂宇傾圯，獨中殿屹立如故，至同治六年丁卯（1867年）復建完成。
- 日治時期（1900年）修繕一次。
- 日治時期（1911年）由黃敏等發起募捐五仟元修建，1913年完工，隨之建醮。
- 日治時期（1933年）由葛喬年、張陶、曾水泉等鳩資擴規模規模重建。舊廟現存之龍柱、壁堵之石雕、前殿蜘蛛結網木雕、兩側鐘鼓樓皆於此時施工築造，歷時兩年完成。
- 民國三十四年10月（1945年）鄉人修復。
- 民國四十七年戊戌（1958年）林竹圍等發起募捐修繕。殿內九龍籬及外簷花籃木雕於此時築造。同年底建七朝大醮，並決定嗣後每十二年建醮一次。
- 民國五十九年庚戌（1970年）再修繕，將殿前兩座金爐移建殿後，當年底建醮，參加遊境之陣頭遍及四鄉鎮，人潮數萬。此時關廟鄉地方人口漸增。
- 民國六十三年甲寅（1974年）經信徒代表大會議決重建。於同年農曆九月十五日動土，民國六十四年乙卯（1975年）5月20日著手興建。本重建工程歷時七年七個月，精邀潘麗水大師精繪廟門神彩畫，畫棟雕樑、精緻卓越，採
中國北方典型廟宇建築風格，耗資新台幣九千餘萬元，並於民國七十一年（1982年）12月8日慶成謝土，繼而自12月11日舉辦壬戌科建醮（戰後第三科）至12月18日大功告成。而日治時期所建之舊廟遷建至新廟北側保存。
- 民國八十三年甲戌（1994年）王醮。
- 民國九十五年丙戌（2006年）五朝王醮。
- 民國一百零七年戊戌（2018年）慶成祈安五朝王醮。
- 民國一百零八年八月一日(2019年8月1日) 通過登錄南關線三大廟(保西代天府、歸仁仁壽宮、關廟山西宮)王醮暨遊社為國家重要民俗。 （页面存档备份，存于）

## 神祇
山西宮祀奉的神祇以關公為主祀，介紹如下：
- 關雲長：佛教稱迦藍菩薩，道教稱協天大帝。1614年，中國明朝萬曆皇帝敕封關雲長為「三界伏魔大帝神威遠鎮天尊關聖帝君」，故又名關聖帝君，或簡稱關帝。
- 天上聖母
- 玉皇大帝：奉祀於二樓天公殿。
- 觀世音菩薩
- 北斗星君
- 南斗星君
- 馬使爺
- 註生娘娘
- 司命灶君
- 東嶽大帝
- 福德正神
- 斗姥元君
- 月下老人：奉祀於舊廟太歲殿。
- 彌勒財神

## 文物
- 古匾
  - 義高千古：光緒十四年（1888年）道標都閫府鄭超英敬獻。

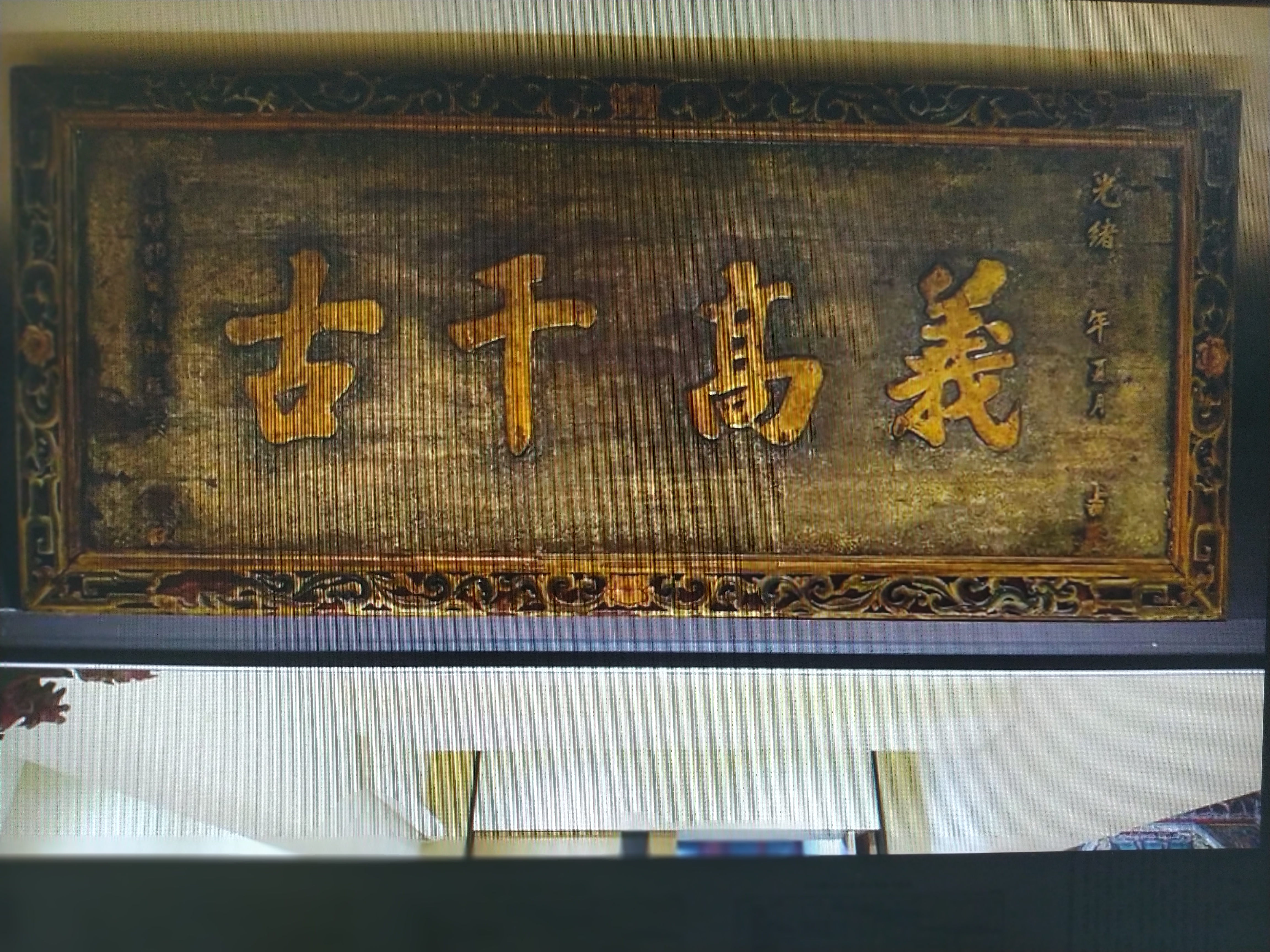
「義高千古」匾

## 外部連結
- 關廟山西宮
- 關廟山西宮遶境暨王醮祭典——文化部文化資產局 （页面存档备份，存于）